# Hermina Schreurs
Hermina Schreurs (Enschede, 24 mei 1914 - aldaar, 4 september 1991) was tijdens de Tweede Wereldoorlog koerierster bij het Nederlandse verzet.
Minie Schreurs werkte als koerierster voor de KP-Twente, met name voor Johannes ter Horst en Geert Schoonman. Ze was al verloofd met Johannes ter Horst tijdens de grootste bevrijdingsactie van het verzet, waarbij 54 verzetsstrijders tijdens een "overval" uiteindelijk uit het Huis van Bewaring in Arnhem zijn bevrijd.
Minie Schreurs trouwde op 6 september 1944 met Johannes ter Horst. Hun huwelijk was met strenge veiligheidsmaatregelen omgeven. Zelfs zijn medestrijder Piet Alberts wist niet waar het huwelijk werd voltrokken: in de pastorie van ds. H. Vogel aan de Wilhelminastraat in Enschede. De later beroemde organist en dirigent Charles de Wolff speelde als 12-jarige op het harmonium. Later begeleidde hij haar als zangeres op zanguitvoeringen.
Minie trok na haar huwelijk in op het hoofdkwartier van Johannes Huize Lidwina te Zenderen bij de familie Hilbrink. Toen de villa op 23 september 1944 werd overvallen door de SD, werd Minie gevangengenomen samen met een andere koerierster Jo Krabbenbos. Ze werden gemarteld en later vrijgelaten. Minie had geprobeerd te vluchten maar raakte met haar rok vast in prikkeldraad. Toen Coen Hilbrink op haar geroep te hulp schoot, werd hij dodelijk getroffen door Duits geweervuur. Op dezelfde dag werd haar echtgenoot Johannes ter Horst in Usselo gefusilleerd. Ze waren nog geen drie weken getrouwd.

## Verzetsherdenkingskruis
Na de oorlog werd aan Hermina Schreurs het verzetsherdenkingskruis uitgereikt door Prins Bernhard.